# Eremiaphila rufipennis
Eremiaphila rufipennis är en bönsyrseart som beskrevs av Boris Petrovich Uvarov 1929. Eremiaphila rufipennis ingår i släktet Eremiaphila och familjen Eremiaphilidae. Inga underarter finns listade i Catalogue of Life.